# International School Sport Federation
La International School Sport Federation (ISF)  è una associazione internazionale, membro di SportAccord, che si propone di promuovere lo sport nell'età scolastica, inoltre organizza, ogni quattro anni, le Gymnasiadi e Campionati mondiali studenteschi in diverse discipline.

## Discipline
Sono 16 le discipline delle quali si occupa la ISF . In grassetto le tre discipline (quattro se si considerano le due della ginnastica), che hanno fatto parte del programma della Gymnasiade 2009 tenutasi a Doha in Qatar.
- Atletica leggera
- Badminton
- Beach volley
- Calcio
- Calcio a 5
- Corsa campestre
- Floorball
- Ginnastica (artistica e ritmica)
- Nuoto
- Orientamento
- Pallacanestro
- Pallamano
- Pallavolo
- Sci alpino
- Sci di fondo
- Tennis
- Tennis tavolo